# 东洲事件
東洲事件，中国政府称广东汕尾红海湾严重违法事件，是2005年12月6日在中国广东省汕尾市东洲镇红海湾开发区发生的一次流血冲突事件，冲突的双方为当地民众与地方政府。
事发后，中华人民共和国政府将12月6日的事件定性为黄希俊、黄希让、林汉如等当地人员违法组织、挑动的对红海湾风电厂的打、砸、烧和袭警。在特别紧急情况下，现场公安指挥员处置失当，被迫开枪，误杀三人，误伤八人。汕尾市检察机关依法对公安指挥员实行刑事拘留。台湾親大陆媒體《中国时报》的报道指，村民以事先準備的燃燒瓶和石塊襲擊武警部隊，村民向风力发电厂主控樓投擲爆炸物品和燃燒瓶，炸毁变压器并在厂区纵火，襲擊被困在主控樓的警察。武警被当地民众围困后使用手枪、自动步枪扫射，造成至少14人死亡，50人受伤。
2006年5月间，汕尾市海丰县人民法院对黄希俊、黄希让、林汉如等人进行了司法审判，判处有期徒刑不等。同时，政府对事件中，工作不力和负有领导责任的相关官员亦进行了处理。被认为是现场公安指挥员的——汕尾市公安局党委副书记、副局长吴声以党内严重警告、撤销市公安局副局长职务的处分，未负刑事责任。

## 背景
21世纪，中国社会经济仍处于高速发展时代，土地经济活跃。地方政府对“经营土地”形成高度依赖，是为土地财政。在征收土地过程中，地方政府处于强势一方，原本的使用者——民众的利益普遍受损。一般认为，政府至少取得了近半的土地出让净收益。另一方面，与以家庭为单位、邻里关系冷漠的城市居民相比，农村居民处于“熟人社会”，关系紧密。而与于中国其它地区相比，广东农村依赖宗族，形成更为强大的凝聚力。在地方行政中，村民聚众围攻执法人员、冲击乡镇政府的现象亦有出现。

## 事发前
汕尾市海丰县人民法院在于2006年5月审理中，认定张清宇纠集黄希俊、黄希让等人在2005年密谋阻止汕尾市建港土石方有限公司在东洲街道的公塔山采石。6月30日、7月1日，黄希俊、黄希让、林汉如、黄贤裕等人组织煽动100多名村民，先后两次闯进公塔山采石场，围攻殴打施工人员，破坏采石场设备。7月20日，黄希让、魏尊展、陈泽龙等人再度组织、指挥东洲坑村数百名村民封堵当地多个路口，扣留过往车辆和人员，造成大面积交通瘫痪。

## 冲突过程
12月5日中午，东洲坑村村民黄希俊等人发动施公寮村部分村民包围、冲击红海湾风电厂，发电厂从下午4时30分起停止发电7小时。
12月6日下午3时，东洲坑村村民黄希俊、林汉儒、黄希让等组织170多名同村村民，手持大刀、钢叉、木棍、炸药、汽油燃烧瓶、鱼炮，再度围攻红海湾风电厂主控楼。村民投掷了大量鱼炮和燃烧瓶，使得厂区内一处变压器被炸坏，多处起火。值勤民警使用催泪弹驱散人群，抓获两名东洲坑村村民。或说，汕尾市出动数百名警察和武警进驻风电厂主控楼，拆毁村民们搭建的竹棚，并逮捕了带头的三名村民。
这起逮捕事件激起了数千名村民前来包围了风电厂，並在到风电厂的路上设置了大量路障，随后一千名武警赶来增援，与村民们形成对峙。或说，下午4时许，黄希俊等人组织了东洲坑村300多人携带鱼炮和汽油燃烧瓶等堵路。此举被认为是在阻挠警方撤离，要挟警方释放被抓村民。而最多时，现场围观村民数达500人。由于在此过程中武警人数和自然条件都处于劣势，发射的催泪瓦斯无法驱散人群，厂区内四处着火，变压器被炸毁完全断电，到天黑时现场已处于失控状态。村民向主控楼投掷土制燃烧弹和燃烧瓶，袭击被困在楼内的警察。
晚间7时许，林汉儒用扩音器向警方喊话，要求警方必须在15分钟内撤离，否则“就把警察队伍炸平”，并扬言要马上炸毁风电厂。由于迟迟无法平息事态，晚八时主控楼内的警方（外媒称武警）开始对空鸣枪，由于现场环境嘈杂，多数人未听到枪声。官方承认开枪后，有三人死亡，八人受伤。

## 事件后续
12月10日，事件发生四天后，武警继续包围该村不让村民离开。
12月11日，新华网刊發報導 }}稱：
十二月六日，廣東省汕尾市紅海灣開發區發生了由少數人煽動的數百村民對風力發電廠進行打、砸、燒甚至對現場執法公安幹警發動暴力襲擊的嚴重違法事件。……在現場十分緊急的情況下，執法幹警被迫鳴槍警告，由於當時天色已黑，現場非常混亂，造成誤死誤傷。整個事件共有三人死亡、八人受傷，其中三人重傷，死傷者均為東洲坑村人。……在特别紧急的情况下，现场指挥员处置失当，造成误死误伤，汕尾市检察机关已依法对其实行刑事拘留。
有报道援引消息人士的信息，指已被刑事拘留的現場指揮员是汕尾市公安局副局長吳聲。
當日，汕尾電視台稱，上周爆發警民衝突造成死傷的村中有九名居民被捕。當地氣氛仍然緊張，被捕的居民有三人是東洲坑村民代表，另六人則是參與抗議的村民。
12月13日，當地及周邊道路仍然戒備森嚴。據悉，当地政府在全村掛出橫幅，呼籲村民不要採取過激行動。其中一幅橫幅稱：「滋事者將不會贏得民心」。也有車輛在村裡兜轉並用擴音器告誡民眾：「不要鬧事，不要散播謠言」；并称：“政府永远站在人民一边”。

## 官方处理
2006年5月22日至24日，汕尾市海丰县人民法院公开审理案件。法院以爆炸罪、聚众扰乱社会秩序罪、聚众扰乱交通秩序罪的罪名，分别判处黄希让有期徒刑7年；黄希俊等5名被告人有期徒刑3年至6年；张清宇有期徒刑3年；魏尊展、黄希燃等6名被告人有期徒刑3年，缓刑4年；陈孟珠、林武雄等6名被告人因犯罪情节轻微被判处免予刑事处罚。
纪检监察机关亦在2006年5月间作出决定，给予中共汕尾市委副书记、政法委书记刘金生党内严重警告处分；给予汕尾市副市长、市公安局局长李敏党内警告处分；给予汕尾市建设局局长陈辉南党内警告处分；给予汕尾市公安局党委副书记、副局长吴声党内严重警告、撤销市公安局副局长职务处分。汕尾市纪检监察机关对红海湾开发区、东洲街道相关工作责任人分别进行了责任追究。

## 备注
1. ↑  外媒报道中[2]，林汉如又称林汉儒。
2. ↑  报道中[3]对“鱼炮”的解释为：内含炸药和雷管，当地渔民非法炸鱼的爆炸物。
3. ↑  陈辉南在2002年6月至2005年5月任红海湾开发区党工委书记、管委会主任。